# Synasellus barcelensis
Synasellus barcelensis är en kräftdjursart som beskrevs av Noodt och Galhano 1969. Synasellus barcelensis ingår i släktet Synasellus och familjen sötvattensgråsuggor. Inga underarter finns listade i Catalogue of Life.